# Conspiracy Theory with Jesse Ventura
Conspiracy Theory with Jesse Ventura este un serial de televiziune american găzduit de Jesse Ventura care a fost transmis de truTV (un canal TV prin cablu american cunoscut anterior sub numele Court TV). A avut premiera la 2 decembrie 2009 și este produs de A. Smith & Co. Productions. Al doilea sezon a avut premiera la 15 octombrie 2010 și al treilea sezon va fi transmis din 2012.

## Episoade

### Sezonul I
- Episodul 1 - High Frequency Active Auroral Research Program (HAARP)

Ventura vizitează HAARP (Programul de Cercetare al Frecvențelor Înalte Auroreale Active) în Gakona, Alaska, pentru a descoperi adevărul din spatele zvonurilor că acesta este folosit ca o armă de modificare a vremii, un instrument pentru controlul minții sau ambele.
- Episodul 2 - 11 septembrie

Ventura investighează zvonurile despre o posibilă mușamalizare a înregistrărilor cutiilor negre ale avioanelor implicate în atacurile din 11 septembrie, acestea ar putea conține dovezi că 9/11 ar fi fost o afacere internă (Vezi și: operațiuni cu steag fals).
- Episodul 3 - Farsa privind încălzirea globală

Ventura urmărește unele dintre probe care susțin ca încălzirea globală provocată de om este o înșelătorie a elitelor (financiare), iar traseul banilor îl conduce în pragul unui miliardar evaziv și fost consilier al ONU cu reședința în Shanghai.
- Episodul 4 - Big Brother
- Episodul 5 - Societăți secrete
- Episodul 6 - Candidatul manciurian
- Episodul 7 - Fenomenul 2012

Unii cred că în 2012 lumea va suferi un mare dezastru și Ventura cercetează zvonurile conform cărora guvernul SUA are un plan privind ziua sfârșitului: acela de a salva elitele și de a-i părăsi pe ceilalți oameni. De pe o coastă pe alta a SUA există mai multe buncăre secrete destinate acestui plan. Ventura mai cercetează și Aeroportul Internațional Denver unde o misterioasă pictură Arhivat în 25 mai 2012, la Wayback Machine. prezintă un fel de hartă a planurilor de Apocalipsă.

### Sezonul al II-lea
- Episodul 1 - Plum Island

Ventura investighează secretele Centrului de Cercetare a Bolilor Animalelor de pe Insula Plum situată în largul coastei Long Island, New York. Acesta a fost suspectat ca fiind un centru de cercetare a armelor biologice responsabile pentru apariția bolii Lyme (a căpușelor) și a altor viruși mortali. De asemenea, el află că laboratorul este pe cale de a fi mutat în Kansas, în inima țării bovinelor, ceea ce ar putea însemna un dezastru dacă un contaminant periculos va fi eliberat în aprovizionarea cu alimente a națiunii americane.
- Episodul 2 - Zona 51
- Episodul 3 - Wall Street
- Episodul 4 - Police State
- Episodul 5 - John Fitzgerald Kennedy Assassination
- Episodul 6 - Great Lakes
- Episodul 7 - The Gulf Oil Spill
- Episodul 8 - Pentagon